# Trần Lam
Trần Lam (sinh năm 1941) là một nhiếp ảnh gia, nhà hoạt động xã hội người Việt Nam. Ông là cựu Phó Chủ tịch Ủy ban nhân dân tỉnh Kiên Giang, hội viên Hội Nghệ sĩ Nhiếp ảnh Việt Nam và là thành viên của Liên đoàn Nhiếp ảnh Nghệ thuật quốc tế (FIAP).

## Tiểu sử và sự nghiệp
Trần Lam sinh năm 1941 tại Hậu Giang, sau chuyển đến sống và làm việc tại Kiên Giang. Ông là con út trong gia đình có sáu người con nên thường được gọi với cái tên thân mật "Bảy Lam". Năm 1957, khi mới 16 tuổi, ông tham gia cách mạng, sau đó kiêm nhiệm một số chức vụ như Giám đốc Sở Văn hoá Thông tin, Chủ tịch Hội Liên hiệp Văn học Nghệ thuật tỉnh Kiên Giang. Năm 1995, khi đang giữ chức Phó Chủ tịch Ủy ban nhân dân tỉnh Kiên Giang, ông phát hiện mình bị mắc bệnh viêm gan siêu vi B. Sau thời gian điều trị bệnh, ông bắt đầu tìm được niềm đam mê nhiếp ảnh. Sau khi giành được nhiều giải thưởng nhiếp ảnh trong và ngoài nước, Trần Lam được phong tước hiệu nghệ sĩ nhiếp ảnh và trở thành hội viên Hội Nghệ sĩ Nhiếp ảnh Việt Nam, đồng thời được Liên đoàn Nhiếp ảnh Nghệ thuật quốc tế phong danh hiệu nghệ sĩ nhiếp ảnh xuất sắc (E.FIAP).
Năm 2003, Trần Lam đứng ra thành lập Hội Bảo trợ Bệnh nhân nghèo Kiên Giang và bắt tay vào công tác thiện nguyện, đồng thời đề xuất thành lập trang web "nhịp cầu nhân ái". Hoạt động của ông bao gồm thực hiện các ca mổ tim bẩm sinh cho trẻ em, mổ mắt và khám phụ khoa cho người dân Việt Nam và Campuchia. Năm 2008, ông được nhà nước Việt Nam trao tặng danh hiệu "Anh hùng lao động". Cùng năm, bức ảnh "Mặt trời trong lăng sáng tỏa" của Trần Lam được mua lại với giá 1 triệu đô la. Nhiếp ảnh gia Minh Lộc sau đó đã cáo buộc Trần Lam sao chép tác phẩm của mình và dùng kĩ thuật chỉnh sửa ảnh để tạo ra một bức ảnh tương tự, khơi mào cho một vụ kiện tụng kéo dài 3 năm. Đến năm 2011, hội đồng thẩm định của Hội Nghệ sĩ nhiếp ảnh Việt Nam đã kết luận hai bức ảnh của Trần Lam và Minh Lộc là hoàn toàn khác nhau.
Năm 2017, Trần Lam tham dự ICS International Digital Exhibition và giành giải FIAP Best Author, huy hiệu xanh FIAP. Năm 2019, Trần Lam tổ chức triển lãm ảnh "Khoảnh khắc thiên nhiên", trưng bày 79 tác phẩm chọn lọc của các loài chim khác nhau. Toàn bộ số tiền thu được qua buổi triển lãm được Trần Lam quyên góp cho Hội Bệnh nhân ung thư.

## Đánh giá
Nhận xét về Trần Lam, đại diện của Liên đoàn Nhiếp ảnh nghệ thuật quốc tế tại Việt Nam, ông David Tay khẳng định: "Trần Lam, một thành viên lâu năm của đại gia đình FIAP, là một nhiếp ảnh gia năng nổ. Ông đã khẳng định bản thân bằng những bức ảnh đẹp, có khả năng tạo ra những cảm xúc sâu lắng cho người xem". Trong khi đó Thủ tướng Nguyễn Xuân Phúc nhận định: "Ngoài đam mê nhiếp ảnh, anh Trần Lam còn là người hoạt động từ thiện nổi tiếng với tên gọi gần gũi Bảy Lam. Bằng tấm lòng yêu thương, sống nhân hậu, anh đã cùng Hội Bảo trợ bệnh nhân nghèo Kiên Giang đem lại niềm vui và sự sống cho rất nhiều bệnh nhân nghèo. Chính vì thế, tôi càng trân trọng hơn những gì mà anh Bảy Lam đã dấn thân, hi sinh và cống hiến cho đồng bào và quê hương trong những năm qua".